# Maurício Carvalho
Maurício Fonseca Ribeiro Carvalho de Moraes (Porto Velho, 25 de Junho de 1988) é um político brasileiro, filiado ao partido UNIÃO BRASIL (UNIÃO), eleito para o cargo de Deputado Federal por Rondônia.

## Biografia
Começou sua carreira política em 2016, quando se candidatou à vereador da cidade de Porto Velho, aonde se elegeu com a votação de 2.796 (1,25%).
Em 2018, se candidatou ao Governo de Rondônia, sendo vice-governador na chapa de Expedito Júnior (PSDB), aonde acabou não sendo eleito.
Em 2020, se tornou Vice-Prefetio de Porto Velho, após se candidatar em uma chapa junto ao prefeito: Hildon Chaves (PSDB).
Em 2022, se candidatou à deputado federal. sendo eleito, após atingir a votação de 32.637 votos.
É irmão da ex-Deputada Federal: Mariana Carvalho (REP).